# Tramwaje w Jalapa Enriques
Tramwaje w Jalapa Enriques − zlikwidowany system komunikacji tramwajowej w meksykańskim mieście Jalapa Enriques, działający w latach 1875−1945.

## Historia
W 1875 otwarto podmiejską linię tramwaju konnego o długości 114 km z Veracruz, była to najdłuższa linia tramwajowa. W 1877 zbudowano 12 km linię do Coatepec. W 1895 spółka Jalapa Railroad & Power Co. z New Jersey planowała budowę 76 km linii tramwaju elektrycznego z Jalapa Enriques do Córdoby. Pierwszy 18,6 km fragment tej linii do Teocelo otwarto w 1898. Trasę tę obsługiwały tramwaje parowe. Linia ta nigdy nie została wybudowana do Córdoby i nigdy nie została zelektryfikowana. W 1926 rozpoczęto eksploatację tramwajów gazowych, które zastąpiły tramwaje parowe. Tramwaje zlikwidowano w 1945. 